# Liste des robots commerciaux ou de laboratoire
 (août 2013).
Si vous disposez d'ouvrages ou d'articles de référence ou si vous connaissez des sites web de qualité traitant du thème abordé ici, merci de compléter l'article en donnant les références utiles à sa vérifiabilité et en les liant à la section « Notes et références ».
La robotique est un marché en plein essor ; on conçoit de plus en plus de robots. Voici une liste de robots commerciaux ou de laboratoire ayant réussi à faire entrer leur nom dans l'histoire . 

## Robots professionnels

### Robots industriels

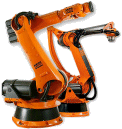
Robots industriels Kuka

- Unimate, le premier robot industriel
- Kuka Famulus, le premier robot à six axes entraînés de façon électromécanique (1973)
- Lemur, robot industriel à six pattes
- Robot Delta, robot ayant un bras de manipulation formé de trois parallélogrammes
- Adept Quattro, robot doté de quatre bras
- Air-Cobot, robot mobile collaboratif qui inspecte les avions
- Motoman SDA10, un robot qui fait la cuisine
- MIP robotics Junior 300, bras robotisé collaboratif à quatre axes nouvelle génération

### Robots de traite (agriculture)

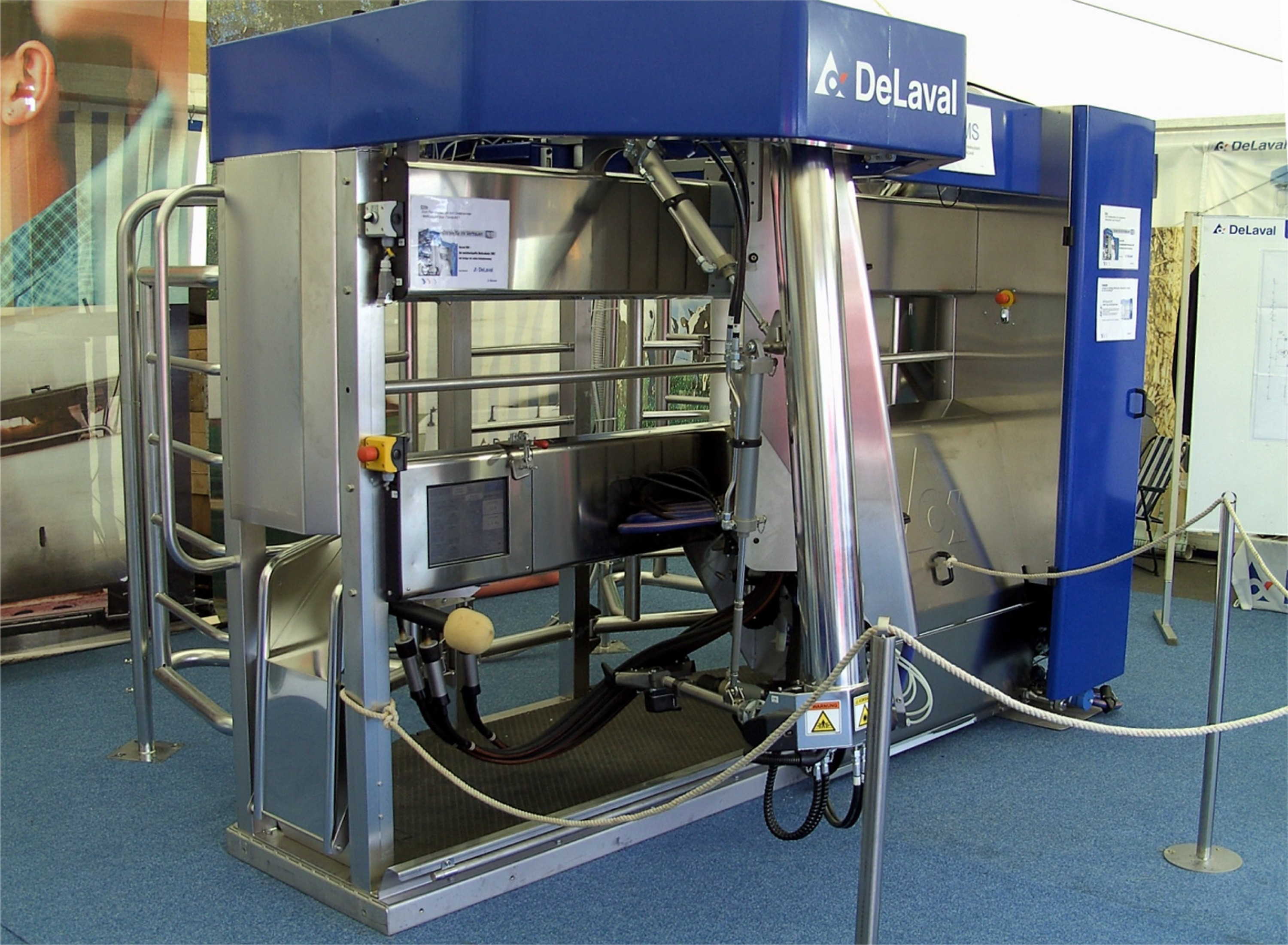
Jules Mélotte#BouMatic

Les essais de traite automatisée ont été entrepris dès les années 1980, notamment par l'Institut de recherche pour l'ingénierie de l'agriculture et de l'environnement (CEMAGREF) en France. La difficulté principale, concerne le repérage des tétines de la vache, qui présentent une grande variabilité, d'une vache à l'autre, mais aussi pour la même vache en fonction de la période.
Les robots de traites sont développés soit par les principaux constructeurs de matériel de traite, soit par des entreprises spécialisées.
- Robot de traite Proflex BouMatic
- Robot de traite VMS Delaval
- Robot de traite Astronaut Lely
- Robot de traite MIone de GEA-FarmTechnologie
- Robot de traite Merlin Fullwood
- Robot de traite RDS Futureline SAC Christensen, utilisant un robot industriel pour la manipulation des faisceaux de traite.

## Robots domestiques

### Balayage et nettoyage à l'eau
- Scooba (de iRobot)

### Aspiration
- E.ziclean (de E.zicom)
- CleanMate (de Infinuvo)
- IClebo (de Yujin Robot)
- Koolvac (de Koolatron)
- Mamirobot
- Ottoro (de Hanool robotics)
- Roomba (de iRobot)
- Robo Maxx
- RoboMaid
- RC3000 (de Kärcher)
- Trilobite (de Electrolux)
- V-R4000 (de LG)
- Hauzen VC-RE70V et VC-RE72V (de Samsung)
- V-bot RV10 (de V-bot)
- DC 06 (de Dyson)

### Repassage
- Dressman (de Siemens AG).
- Driron (de Fagor)

### Tondeuse à gazon
- Automower (de Husqvarna)
- E.zigreen (de E.zicom)
- Tango E5 (de John Deere)
- Robomow (de Friendly Robotics)
- Ambrogio ou Zucchetti (de Ambrogio - Hostettler Group)

### Robot espion de sécurité
- Rovio

### Robots de téléprésence
- Jazz (robot) de Gostai

## Recherche / ludique

### Robotique mobile différentielle
- ASURO, décrit dans la wikiversité dans le chapitre AVR et robotique : ASURO du livre sur les micro-contrôleurs AVR
- Pololu décrit dans la wikiversité dans le chapitre AVR et robotique : pololu du livre sur les micro-contrôleurs AVR
- Line-Following Motor Robot Kit décrit dans la wikiversité dans le chapitre Commande de robot mobile et périphériques associés du livre sur VHDL
- Turtlebot,  développé par Willow Garage, est le robot mobile de référence pour l'apprentissage du système d'exploitation pour la robotique (ROS). Le Turtlebot a été utilisé dans plusieurs articles scientifiques .

### Robots humanoïdes

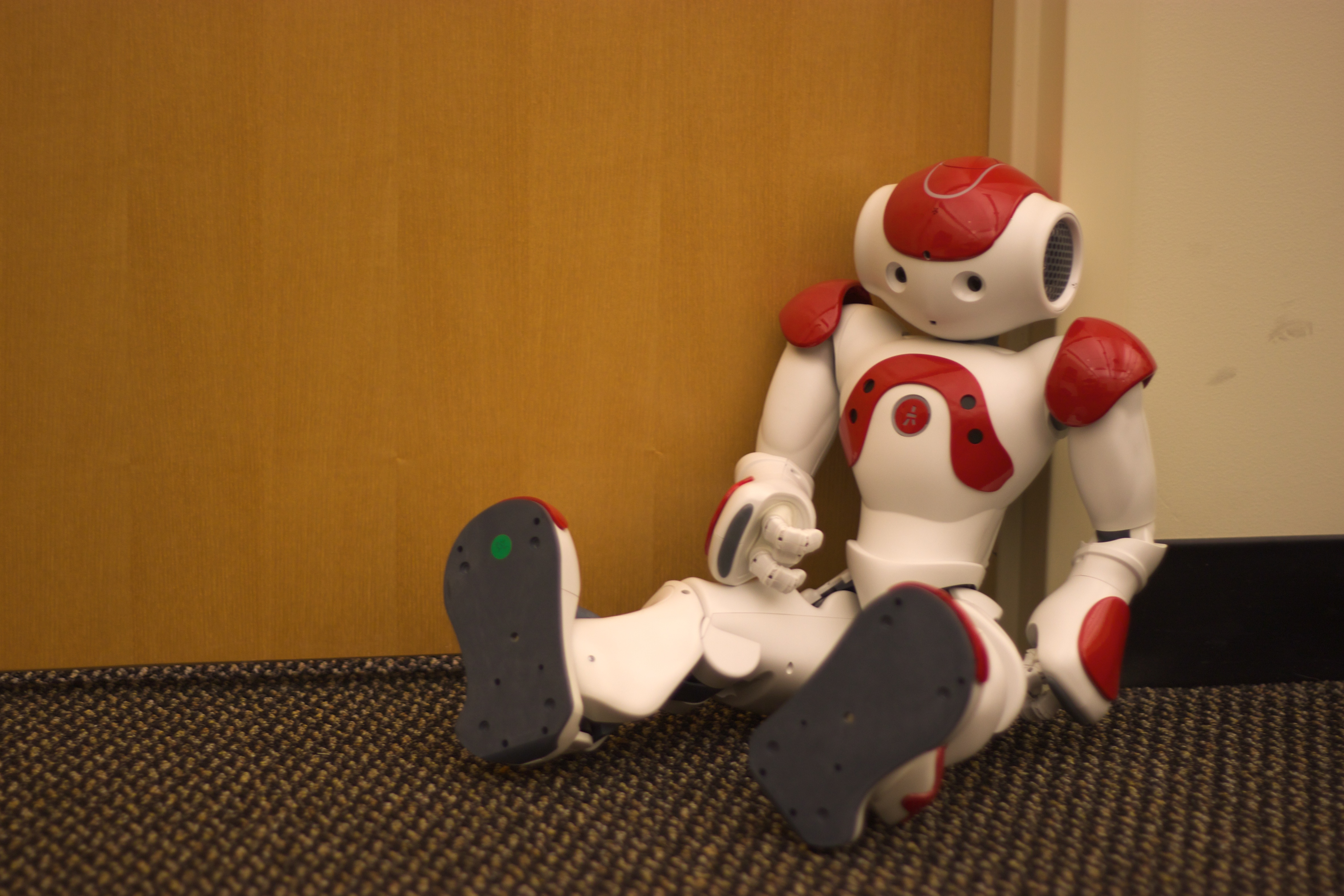
NAO

- Wabot-1, premier robot à marche bipède
- Ubiko
- NBH-1
- Qrio, robot japonais développé par Sony
- KHR-1
- CBN-001 Caliban
- Robonaut 2
- Asimo, robot japonais développé par Honda
- NAO, robot français développé par Aldebaran Robotics
- Roméo, robot français développé par Aldebaran Robotics
- Petman, robot américain développé par Boston Dynamics
- Justin, robot allemand développé par le DLR
- NEXI, robot américain développé par le MIT
- HRP-4, robot japonais développé par l'AIST
- SURALP, robot turc développé par Sabanci University
- Robonaut, robot américain développé par la NASA
- Surena, robot iranien développé par l'université de Téhéran
- iCub, petit robot humanoïde conçu par le consortium RobotCub, composé de plusieurs universités à travers toute l'Europe. L'objectif principal de cette plate-forme est l'étude de la cognition robotique « développementale », par le biais de la mise en œuvre d'algorithmes bio-inspirés ou non. C'est un projet ouvert à de nombreux égards : les plans et les spécifications du robot sont accessibles à tous, et tous les logiciels sont Open source.
- Hubo, robot coréen développé par le KAIST
- RQ-HUNO, robot coréen développé par Robobuilder
- UXA 90 robot coréen développé par Robobuilder
- InMoov, robot entièrement Open Source, dont le concepteur est l'artiste Gaël Langevin

### Robots inspirés d'une autre forme animale
- Aibo, jouet-chien créé par Sony.
- LS3, LittleDog ou encore BigDog, robots mules (ou chiens, mais ressemblant plus à des mules) créés par Boston dynamics, capables de transporter jusqu'à 200 kg sur 20 km.
- Cheetah, ou guépard en français, qui est à l'heure actuelle le robot à 4 pattes le plus rapide (29 km/h), créé par Boston dynamics
- G8, le robot poisson inventé en 2005 par le Pr Huosheng Hu de l'Université de l'Essex et exposé à l'Aquarium de Londres jusqu'en 2007.
- Jessiko, le robot poisson français développé par Robotswim.
- Sand flea, le robot puce de boston dynamics, capable de sauter plusieurs mètres de hauteur
- ACM-R5, robot serpent capable de se déplacer sur terre comme dans l'eau, robot japonais développé par Hirose Fukushima Lab
- Kilobots, les robots fourmis du Wyss Institute for Biologically Inspired Engineering, capables d'interagir entre eux.
- TBCP-II, le robot lézard du MENRVA Research Group capable de grimper aux murs
- SmartBird, le robot oiseau volant à la perfection de FESTO.
- AISoy1

### Exosquelettes
- XOS de Boston dynamics
- HAL de Cyberdyne
- ReWalk de Argo Medical Technologies
- Body Extender de Percro
- REX de REX Bionics
- Atalante X de Wandercraft

### Autres
- Morphex, un robot hexapode également capable de rouler en boule (à la manière des droïdes de combat de star wars)
- Google driveless car, la voiture autonome de google
- Curiosity (rover), de la mission américaine MSL, a touché le sol martien, le 6 août 2012
- Jazz, le robot de Gostai
- Robotino, le robot de la société Festo
- Aibo, chien de compagnie dont il a existé plus de 6 générations de perfectionnement croissant. Sony a mis fin à cette ligne de produits en 2006 pour des raisons de ciblage économique de la société Sony.
- Roomba, robot aspirateur pour la maison
- Iclebo, un aspirateur robot complètement autonome pour la maison.
- Bn-1, le robot chat de BANDAI
- PaPeRo, le robot de compagnie par NEC, successeur du R100
- qfix, kit de robot pour éducation et hobby
- Rabbit, robot bipède destiné à la recherche sur la marche et la course.
- Robot SpiderBot, robot ayant huit roues motrices dont celles aux extrémités (qui sont donc au nombre de quatre) ont deux degrés de liberté
- BigDog
- HitchBOT, robot auto-stoppeur.